# 1905年オーストラレーシアン選手権
1905年11月21日-27日にかけて行われた、第1回 オーストラレーシアン選手権 （だい1かいオーストラレーシアンせんしゅけん、1905 Australasian Championships）に関する記事。オーストラリア・メルボルン市内にある「ウェアハウスマンズ・クリケット・クラブ」にて開催。

## 全豪選手権の創設
- 現在は「全豪オープン」として知られ、テニス4大大会の1つに数えられるイベントの創設。最初は「オーストラレーシアン選手権」（Australasian Championships）という名称で始まり、第1回大会は1905年11月21日-27日にかけて、オーストラリア・メルボルン市内にある「ウェアハウスマンズ・クリケット・クラブ」で実施された。
- 最初期の全豪選手権は、1905年から1921年まで男子シングルス・男子ダブルスの2部門が行われた。第1回男子シングルス競技には、17名の選手が参加した。
- 初期の全豪選手権のように、外国人出場者が少なかった時期は、地元オーストラリア人選手の国旗表示を省略する。

## 大会経過

### 男子シングルス
準々決勝
- ロドニー・ヒース vs. H・ターナー　6-2, 6-1, 6-2
- ランドルフ・ライセット vs. ジョージ・ライト　不戦勝
- アーサー・カーティス vs. エリック・ポックリー　3-6, 7-5, 6-3, 6-4
- アルフレッド・ダンロップ vs. レジー・フレーザー　6-4, 6-3, 6-2

準決勝
- ロドニー・ヒース vs.  ランドルフ・ライセット　6-3, 9-11, 6-3, 6-1
- アーサー・カーティス vs. アルフレッド・ダンロップ　4-6, 11-9, 6-3, 6-4

## 決勝戦の結果
- 男子シングルス：ロドニー・ヒース vs. アーサー・カーティス　4-6, 6-3, 6-4, 6-4
- 男子ダブルス： ランドルフ・ライセット＆トム・タッチェル vs. E・T・バーナード＆B・スペンス　11-9, 8-6, 1-6, 4-6, 6-1